# Бохушовице над Охржи
Бохушовице над Охржи (на чешки: Bohušovice nad Ohří; на немски: Bauschowitz an der Eger) е град в северозападната част на Чехия, в центъра на окръг Литомержице на Устецкия край. Градът е разположен в долината на река Охрже, на около 5 km южно от Литомержице.
Числеността на населението е 2562 души (2013 г.). Национален състав: предимно чехи.

## История
Първото писмено споменаване на Бохушовице се среща в документ от 1057 г. (като Busoici).

## Демография
| Година      | 1970 | 1980 | 1991 | 2001 | 2003 |
| ----------- | ---- | ---- | ---- | ---- | ---- |
| Брой жители | 1651 | 2149 | 2468 | 2535 | 2544 |

## Известни жители
- Карл Йозеф Хернле (ок. 1693—1748) – немски скулптор.